# IŻ 2715
IŻ 2715 (ros. ИЖ-2715) – rodzina samochodów dostawczych z nadwoziem furgon i pick-up, produkowana przez radzieckie, a następnie rosyjskie Iżewskie Zakłady Samochodowe (IżAwto, początkowo Iżmasz) bez większych zmian w przeciągu 29 lat, od 1972 do 2001 roku. Oparte były konstrukcyjnie na samochodzie osobowym Moskwicz 412 i napędzane silnikiem o pojemności 1,5 l. Stanowiły najpowszechniejsze lekkie samochody dostawcze w ZSRR, od końca lat 80. dostępne także dla użytkowników prywatnych. Były także przedmiotem eksportu do innych krajów, w tym zachodnich.

## Historia rozwoju

### Powstanie furgonu i początek produkcji
W latach 1968–1973 Iżewskie Zakłady Samochodowe w Iżewsku produkowały furgon Moskwicz 434, opracowany w moskiewskiej fabryce MZMA na bazie samochodu osobowego Moskwicz 412, również produkowanego w tych zakładach. Posiadał on trzydrzwiowe nadwozie zbliżone linią do wersji kombi (Moskwicz 426/427), z nisko poprowadzonym dachem i otwieraną do góry tylną klapą, co utrudniało dostęp w głąb przedziału towarowego i zmniejszało praktyczność samochodu. Konstruktorzy z Iżewska samodzielnie podjęli prace nad zwiększeniem walorów eksploatacyjnych pojazdu i już w 1970 roku powstały prototypy samochodu użytkowego opartego na konstrukcji Moskwicza, z uciętym nadwoziem za kabiną kierowcy, tuż nad tylnymi kołami, zastąpionym przez wystającą na boki i do góry prostopadłościenną nadbudowę (IŻ-6F) lub skrzynię ładunkową (IŻ-6G). Furgon w ten sposób powstały miał jednak za wysoko położony środek ciężkości i wymagał dalszych zmian.

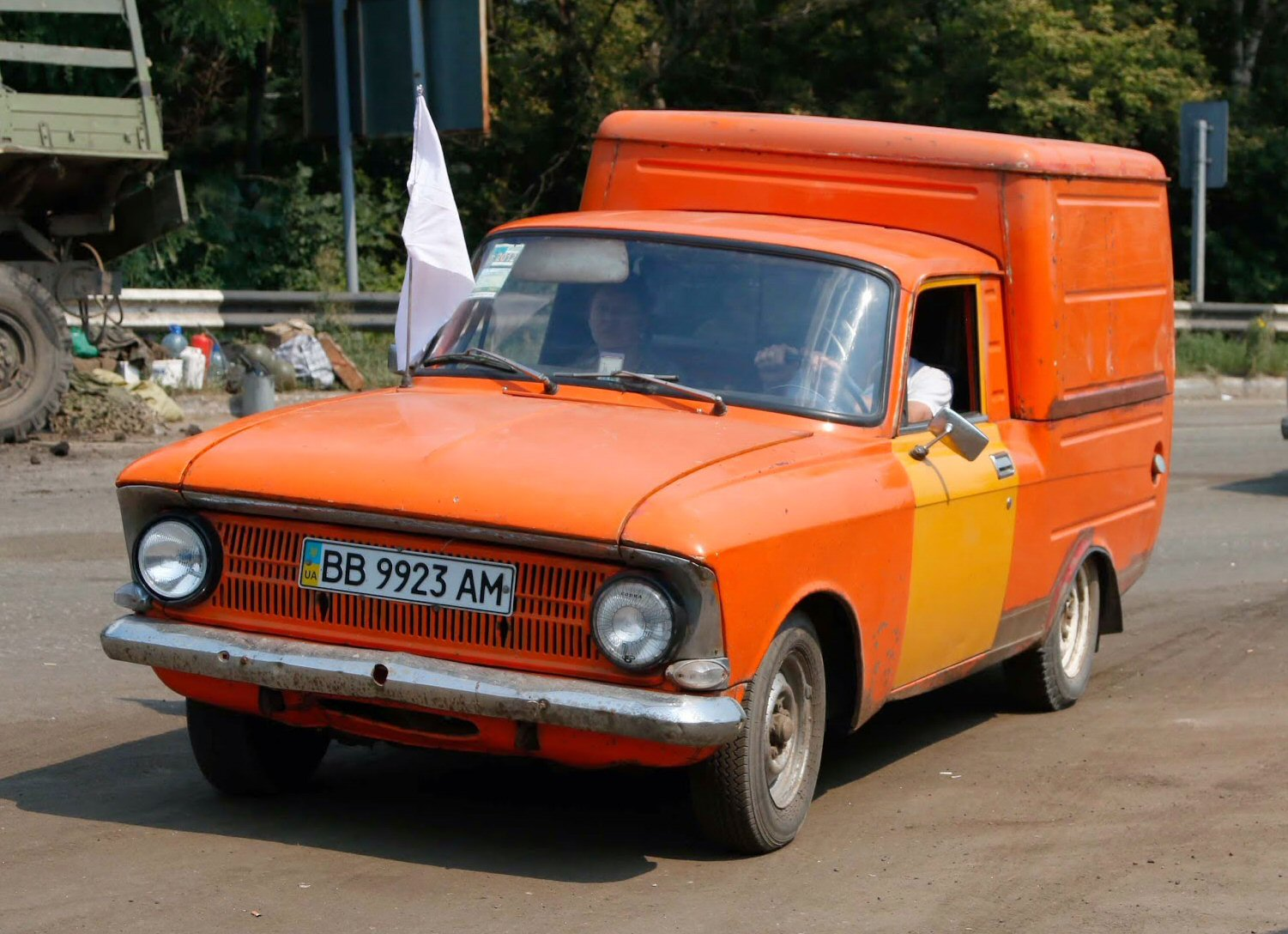
IŻ 2715 wczesnej produkcji (drzwi od późniejszego modelu)

Po dopracowaniu, nowy samochód z nadwoziem furgonowym został skierowany do produkcji pod oznaczeniem IŻ 2715, zgodnym z nowym systemem numeracji modeli. W odróżnieniu od prototypów, przedział towarowy stanowił w dolnej części integralną część nadwozia. Jego górna obudowa stanowiła natomiast osobną część, mocowaną pod koniec montażu, co zostało wymuszone przez chęć montowania samochodów dostawczych na taśmach produkcyjnych zaprojektowanych dla sedanów Moskwicz 412. Przedział towarowy nie był wprawdzie szerszy od nadwozia, lecz jego burty w tylnej części wznosiły się prawie pionowo, co pozwoliło na znaczące poszerzenie go w stosunku do kabiny kierowcy oraz przedziału bagażowego Moskwicza 434. Dach nad przedziałem towarowym został podwyższony, a z tyłu wstawiono dwuskrzydłowe symetryczne drzwi, których otwór miał wysokość 1060 mm i szerokość 1040 mm. Objętość przedziału bagażowego wynosiła 2,6 m³, wysokość – 1170 mm (w Moskwiczu 1,5 m³ i 875 mm).  Z drugiej strony, IŻ cechował się mniejszą sztywnością nadwozia i mniejszą hermetycznością przedziału towarowego, co czyniło go mniej odpowiednim do niektórych towarów. Między kabiną a przedziałem towarowym była przegroda z szybą; koło zapasowe przewożone było za siedzeniem pasażera. Samochód miał ładowność 350–400 kg. W razie konieczności, górna część obudowy przedziału towarowego mogła być demontowana wraz z tylnymi drzwiami, tworząc nadwozie pick-up bez tylnej burty, aczkolwiek rzadko z tego korzystano w praktyce. Górna część obudowy seryjnych furgonów była usztywniona trzema poziomymi wgłębionymi przetłoczeniami, a dolna część burt – dwoma (wprowadzonymi na skutek doświadczeń z serii próbnej). Jako źródło napędu użyto produkowany w Ufimskiej Fabryce Silników Samochodowych (UZAM) w Ufie silnik benzynowy 1,5 l UZAM-412 o mocy 75 KM, znany z Moskwicza 412. Podłoga ani zawieszenie nie uległy przy tym większym zmianom ani wzmocnieniu w stosunku do modelu osobowego.
Od listopada 1972 do końca roku wyprodukowano pierwszą partię 829 samochodów IŻ 2715, w 1973 ruszyła wielkoseryjna produkcja (33 271 sztuk), a w 1974 wyprodukowano już 45 800. Model 2715 sprzedawano także pod handlowym oznaczeniem IŻ 1500 GR.

### Pick-up IŻ 27151
W 1974 roku uruchomiono także produkcję wersji pick-up z odchylaną tylną burtą, IŻ 27151. Przyczyną jej opracowania były głównie potrzeby eksportowe (samochody pick-up w ZSRR były mniej praktyczne z uwagi na słabszą ochronę towarów przed warunkami atmosferycznymi i kradzieżą), a produkcja była kilkakrotnie niższa od furgonów (np. 4200 sztuk w 1974 roku, 5000 w 1975 roku). Nominalna ładowność była określona na 400 kg, lecz w praktyce sięgała 500-600 kg. W tylnej ścianie kabiny umieszczono okno, zabezpieczone pionową kratą. Część samochodów eksportowych (zarówno furgon i pick-up) była lepiej wykończona, z prostokątnymi reflektorami (na wzór moskiewskiego Moskwicza 412) i chromowaną atrapą chłodnicy i zderzakiem, natomiast samochody na rynek wewnętrzny miały na ogół okrągłe reflektory oraz atrapę i zderzak lakierowane w kolorze nadwozia. Na eksport pick-upy były oznaczane jako Moskwicz 1500 GR, a do krajów zachodnich – Elite Pick Up. Pick-up miał platformę o długości 1655 mm i szerokości 1440 mm, rozstaw między wnękami kół wynosił 940 mm, a podłoga znajdowała się na wysokości 565 mm.

### Druga generacja – lata 80. i 90.

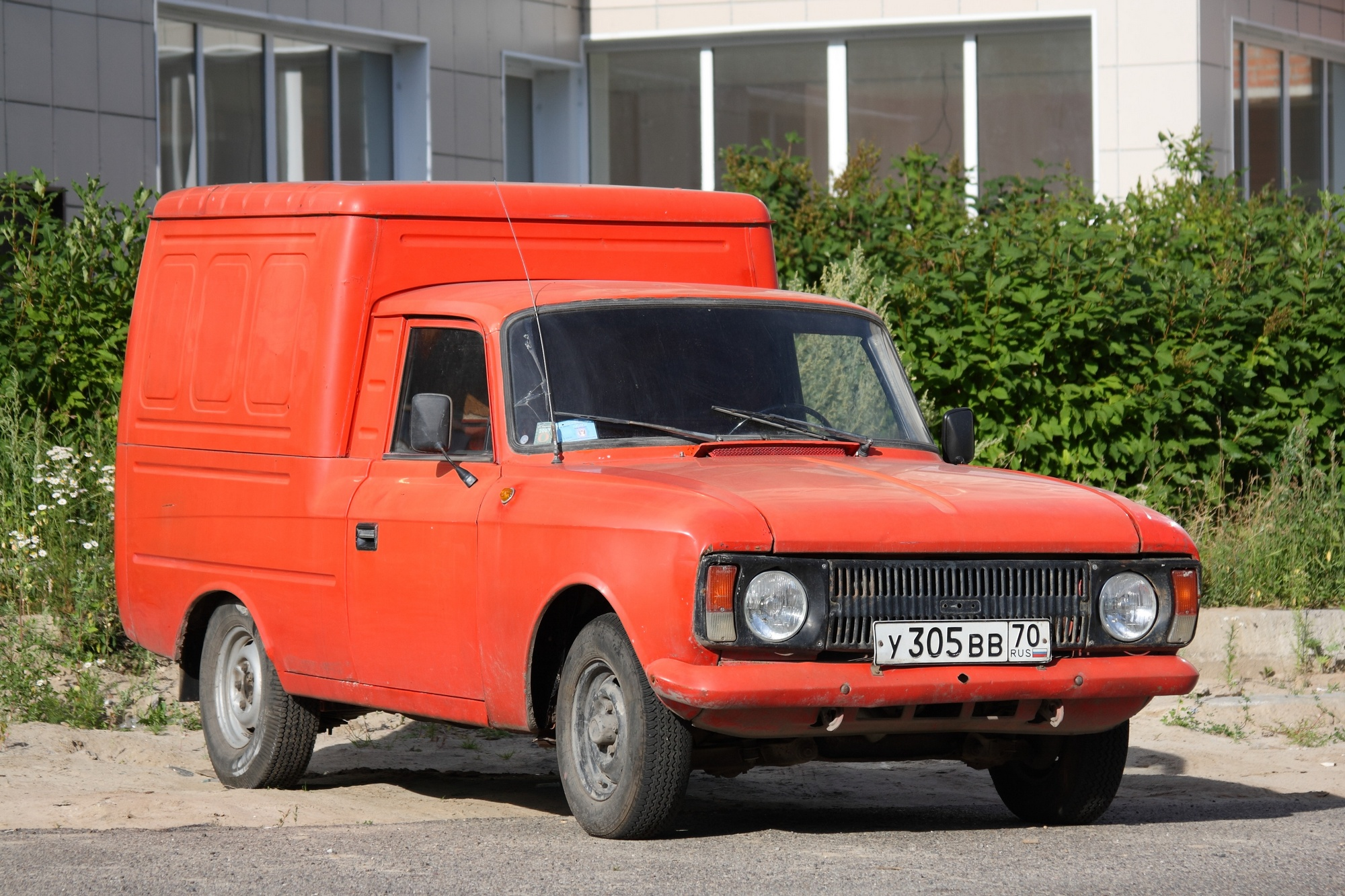
IŻ-2715-01 z przełomu lat 80./90.

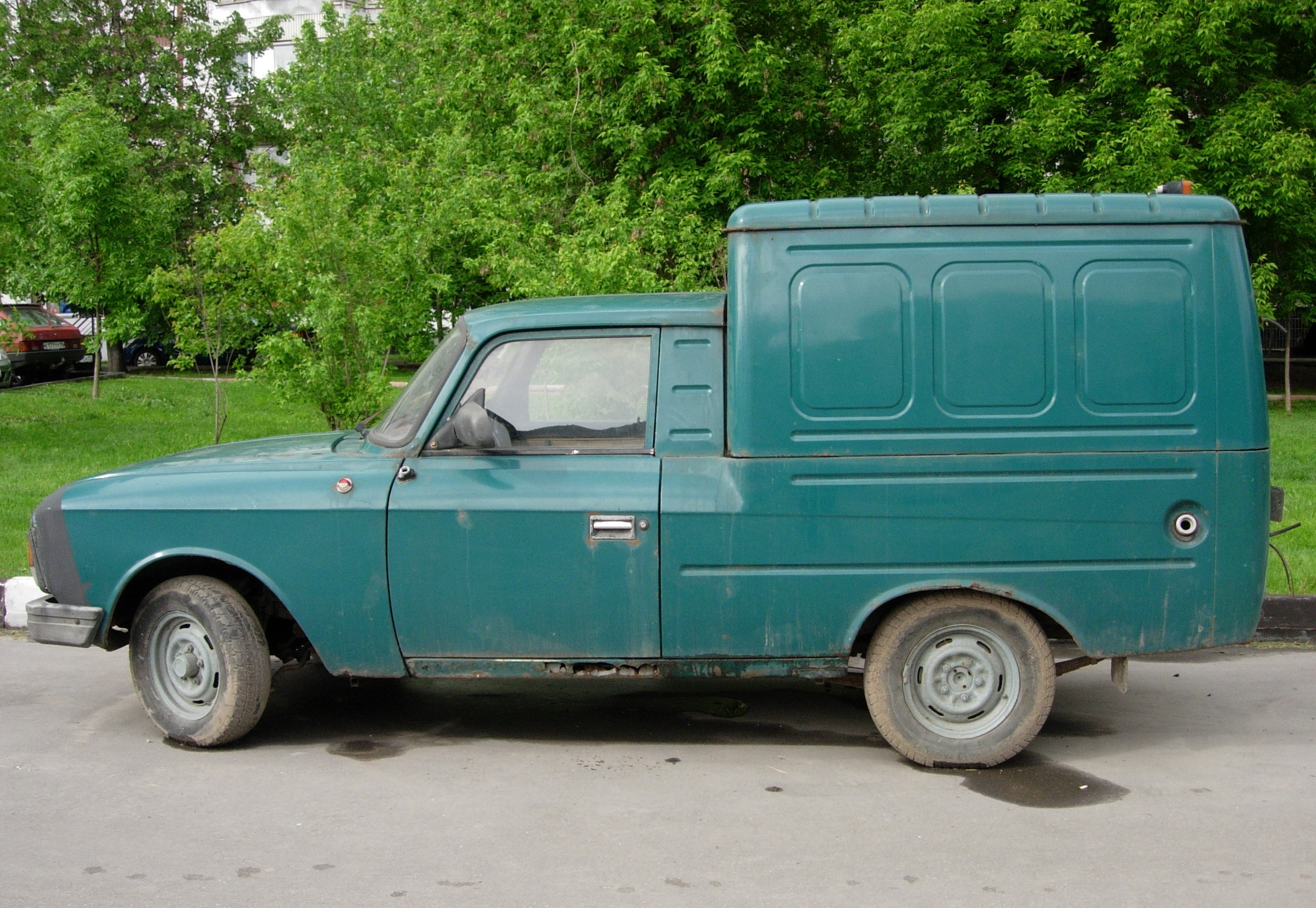
IŻ-2715 z przełomu lat 80./90.

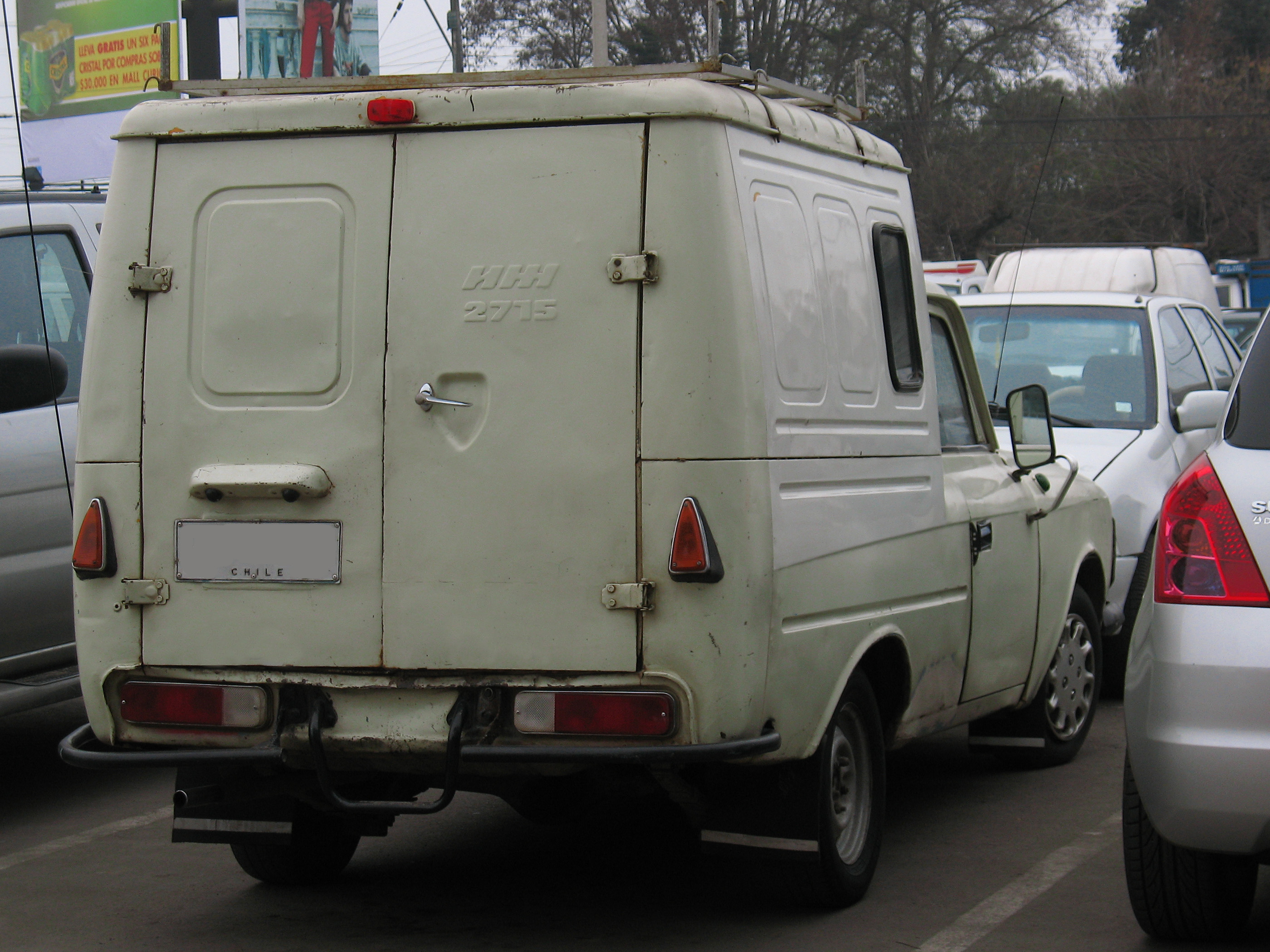
IŻ-2715 z przełomu lat 80./90. od tyłu (nieseryjne okna po bokach)

W 1982 roku samochody przeszły ograniczoną modernizację, w ślad za produkowanym w Iżewsku bazowym sedanem Moskwicz 412. Zmodernizowane samochody otrzymały oznaczenia fabryczne IŻ 2715-01 (furgon) i IŻ 27151-01 (pick-up). Unowocześniono wygląd pasa przedniego, wprowadzając przy tym atrapę chłodnicy z blachy lakierowanej na czarno, a kierunkowskazy i światła pozycyjne umieszczone pionowo po bokach atrapy zamiast pod okrągłymi reflektorami. W drzwiach zastosowano wpuszczane klamki. Na tylnych drzwiach lub klapie pojawiła się wytłaczana nazwa modelu: IŻ 2715 lub IŻ 27151 (ИЖ 2715 lub ИЖ 27151). Ulepszono instalację elektryczną i układ hamulcowy, który stał się dwuobwodowy. Wewnątrz zastosowano m.in. wygodniejsze siedzenia oraz przeniesiono przełącznik świateł z podłogi na kolumnę kierownicy. Ładowność zwiększyła się o 50 kg. Jako standard zaczęto stosować odprężoną wersję silnika UZAM-412DE, o mocy 67 KM, przystosowaną do gorszej benzyny A-76 – poza wersjami eksportowymi, które zachowały dotychczasowy silnik. Wersje eksportowe pick-upów i furgonów mogły mieć nadal prostokątne reflektory, nie stosowane w sedanach IŻ. Wprowadzono też w tym roku budowany głównie na eksport w niewielkich seriach pick-up z przedłużoną platformą (wydłużonym tylnym zwisem), o oznaczeniu fabrycznym IŻ 27151-013-01, produkowany do 1997 roku. Wersja ta w stanie całkowicie załadowanym miała gorsze prowadzenie się na skutek odciążenia przednich kół, lecz cieszyła się mimo to popytem (eksportowano je głównie do Ameryki Łacińskiej i Finlandii). Eksportowe przedłużone pick-upy otrzymywały standardowo prostokątne reflektory. Na początku lat 90. opracowano także przedłużony furgon, przewidziany m.in. jako karetka pogotowia, lecz wersja ta nie weszła do produkcji. 
Samochody podlegały od lat 80. dalszym drobnym zmianom. W drzwiach zastosowano pojedyncze szyby, likwidując uchylne trójkątne szybki, a lusterka przeniesiono z błotników na drzwi. Jedno z pięciu wzdłużnych przetłoczeń usztywniających ściany przedziału towarowego zastąpiono przez trzy prostokątne zaokrąglone przetłoczenia imitujące okna; podobne przetłoczenie pojawiło się w lewych tylnych drzwiach, ponadto przedłużono dolne przetłoczenie. Na początku lat 90. zderzaki tylne w postaci dwóch  sekcji giętych rur na rogach nadwozia zastąpiono przez jedną długą prostą rurę, służącą też jako podnóżek. Usunięto trójkątne wystające kierunkowskazy tylne, zaadaptowane z osobowego Moskwicza, w zamian dodając kierunkowskazy do poziomych lamp zespolonych na dole, a pojedyncze światło cofania zamontowano centralnie. Od 1995 roku wprowadzono plastikowy zderzak przedni, lecz z uwagi na łatwość uszkodzeń powrócono następnie do blaszanego. 
Pomimo wprowadzenia do produkcji w latach 90. nowocześniejszego furgonu IŻ 2717, sprawiał on początkowo problemy z jakością i był półtora raza droższy, wobec czego, z uwagi na utrzymujący się popyt, model 2715 pozostał w produkcji do 2001 roku. Jeszcze w 2000 roku przedsiębiorstwo Agropromprogress opracowało wariant z nadwoziem chłodniczym, będący najtańszym takim samochodem na rynku rosyjskim.

### IŻ 27156

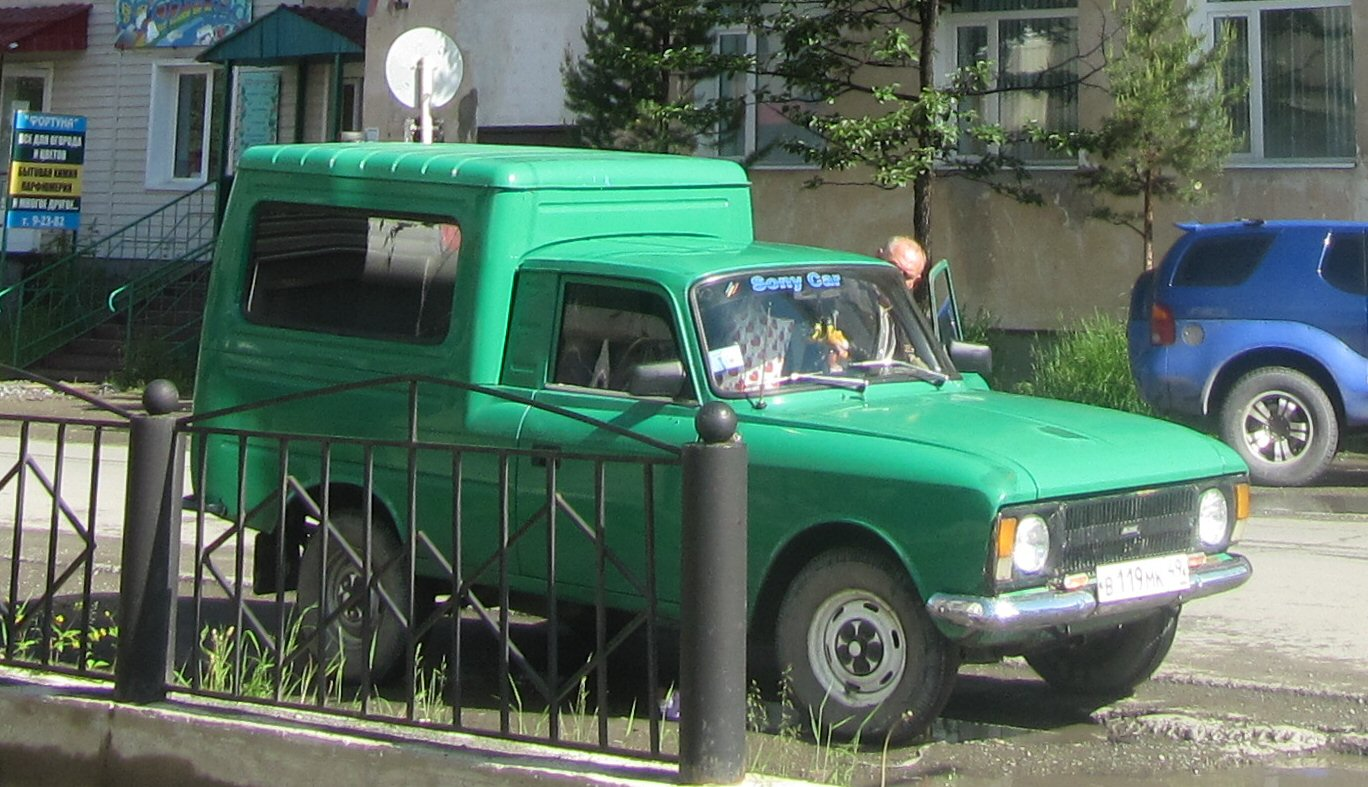
Towarowo-osobowy IŻ 27156

Od 1988 roku produkowano także wersję towarowo-osobową IŻ 27156, różniącą się wprowadzeniem dwóch składanych dwuosobowych ławek z oparciami pod ścianami w przedziale towarowym, który został wyposażony w duże częściowo odsuwane okna boczne oraz okno w lewych tylnych drzwiach. Częściowo odsuwana była też szyba w przegrodzie między kabiną kierowcy i pasażera a przedziałem pasażersko-towarowym. Inspiracją dla tej odmiany był francuski kombivan Matra Rancho. Wadami eksploatacyjnymi okazał się brak ogrzewania tylnej części i przedostawanie się spalin i deszczu przez nieszczelne drzwi i okna. Mimo to, wersja ta okazała się  praktycznym modelem w czasie transformacji ekonomicznej początku lat 90. i jej produkcja wzrosła z 536 w 1990 roku do 4260 w 1994 roku. Był to pierwszy samochód tego rodzaju w ZSRR/Rosji i do końca produkcji w 2001 roku wyprodukowano ich 19 994 sztuk. Część uboższych samochodów tego modelu z lat 90. z powodu trudności z dostawami części nie miała jednak oszklenia bocznego z tyłu. Już wcześniej natomiast część standardowych furgonów była modyfikowana przez dodawanie różnych okien przez użytkowników.

## Sprzedaż i eksploatacja

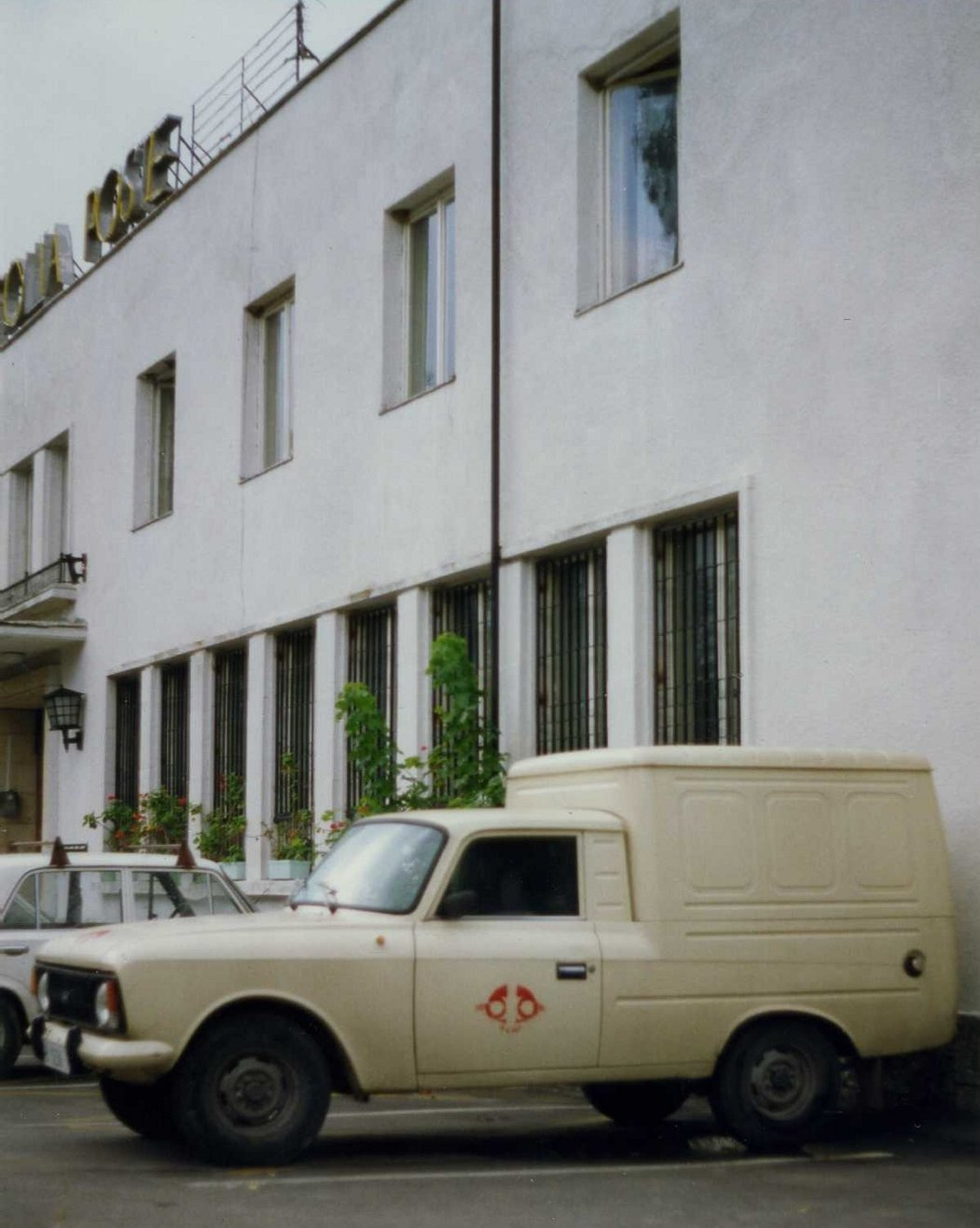
IŻ 27151 w służbie poczty bułgarskiej, 1993 rok

Z uwagi na swoją praktyczność, furgony IŻ, produkowane masowo, szeroko się rozprzestrzeniły w ZSRR. Z powodu swojej wysokości, popularnie były w Rosji nazywane kabłuk lub kabłuczok (каблук / каблучок – „obcas” lub „obcasik”). Spotykano też przezwisko pirożok („pierożek”, od rozwożenia artykułów spożywczych, podobnie jak wcześniejsze furgony). Cechą charakterystyczną radzieckiej gospodarki komunistycznej było to, że furgony i pick-upy nie mogły być sprzedawane użytkownikom prywatnym (uważane były za środki produkcji), a jedynie używane były jako samochody służbowe w różnego rodzaju instytucjach, przedsiębiorstwach państwowych i uspołecznionym handlu. Od 1975 roku do końcówki lat 80. istniał nawet zakaz rejestrowania takich samochodów prywatnych. Furgony znalazły również szerokie zastosowanie w uspołecznionych usługach (ros. Służba byta), zarządzanych przez specjalne ministerstwa na poziomie republik. Istniały też warianty specjalistyczne, między innymi, produkowano na ich bazie w Riazaniu od 1982 roku samochody warsztatowe RBTM dla ekip naprawczych sprzętu elektronicznego i gospodarstwa domowego. Samochody te były również eksportowane do niektórych krajów socjalistycznych nie produkujących samochodów tego rodzaju, ale także na Zachód (m.in. do Grecji i Finlandii), do Ameryki Łacińskiej i Afryki, gdzie cieszyły się pewnym powodzeniem z uwagi na niską cenę i wytrzymałą konstrukcję. 
Dopiero w drugiej połowie lat 80., na skutek częściowych reform wolnorynkowych związanych z pieriestrojką, dopuszczono w ZSRR niektóre samochody towarowo-osobowe do użytku prywatnego. Modelem konstruowanym w tym celu był towarowo-osobowy IŻ 27156, klasyfikowany jako samochód osobowy, jednakże produkowano go w niewielkich ilościach dopiero od 1988 roku. Niedługo potem, w związku ze zmianą ustroju, zniesiono wszystkie ograniczenia w stosunku do posiadania samochodów ciężarowych. Podczas transformacji ekonomicznej na początku lat 90. niedrogie furgony IŻ cieszyły się sporą popularnością, służąc do prowadzenia działalności gospodarczej i drobnego handlu (także transgranicznego). Mimo ogólnego spadku produkcji, modele te pozwoliły przetrwać zakładom IżAwto przez lata 90.

## Dane techniczne
IŻ 2715:
- Nadwozie: samonośne, stalowe, 2-drzwiowe, 2-miejscowe
- Długość/szerokość/wysokość: 4130 / 1590 / 1825 (1470 pickup)[1] mm
- Rozstaw osi: 2400 mm
- Rozstaw kół przód/tył: 1270 / 1270 mm
- Wymiary przedziału towarowego (długość/szerokość/wysokość): 1600 / 1440 / 1160 mm
- Masa własna: 1015 kg (IŻ 27156: 1095 kg[21])
- Masa całkowita: 1615 kg
- Prześwit pod osiami: 160 mm

- Silnik: UZAM-412DE - gaźnikowy, 4-suwowy, 4-cylindrowy rzędowy, górnozaworowy OHC, chłodzony cieczą, umieszczony podłużnie z przodu, napędzający koła tylne
- Pojemność skokowa: 1478 cm³
- Średnica cylindra / skok tłoka: 82/70 mm
- Moc maksymalna: 67 KM (lub 75 KM) przy 5800 obr./min
- Maksymalny moment obrotowy: 100 Nm przy 3500 obr./min
- Stopień sprężania: 7,2:1
- Gaźnik: K-126N lub DAAZ-2140
- Skrzynia przekładniowa mechaniczna 4-biegowa, biegi do przodu zsynchronizowane
- Przekładnia główna: hipoidalna, o przełożeniu 4,22:1

- Zawieszenie przednie: niezależne, poprzeczne wahacze resorowane sprężynami, teleskopowe amortyzatory hydrauliczne
- Zawieszenie tylne: zależne, sztywna oś na podłużnych resorach półeliptycznych, teleskopowe amortyzatory hydrauliczne
- Hamulce: przednie tarczowe, tylne bębnowe, hydrauliczne, z wspomaganiem podciśnieniowym, dwuobwodowe; hamulec ręczny mechaniczny na koła tylne
- Ogumienie o wymiarach 165-330 (6,45-13)

- Prędkość maksymalna: 125 km/h
- Zużycie paliwa: 6,9 l/100 km przy V=80 km/h
- Przyspieszenie 0-100 km/h: 19 s